# واسا مییچ
واسا مییچ (انگلیسی: Vasa Mijić؛ زادهٔ ۱۱ آوریل ۱۹۷۳) بازیکن والیبال اهل صربستان عضو سابق تیم ملی والیبال صربستان است. مییچ در المپیک تابستانی ۲۰۰۰ موفق شد به همراه دیگر بازیکن‌ها مدال طلا را به دست آورد. او یکی از بهترین‌های صربستان در قهرمانی اروپا ۲۰۰۱ بود که صربستان به مدال طلا دست یافت.